# بویس ۲۶۱۱
سیارک ۲۶۱۱ (به انگلیسی: 2611 Boyce، نامگذاری:1978VQ5) دو هزار و ششصد و یازدهمین سیارک کشف شده‌است که در ۷ نوامبر ۱۹۷۸ کشف شد.
قدر مطلق سیارک برابر ۱۲٫۲۰ است.